# Union (Connecticut)
Union è un comune di 693 abitanti degli Stati Uniti d'America, situato nella Contea di Tolland nello Stato del Connecticut.